# Liberty University
Liberty University – prywatny uniwersytet ewangelikalny w Lynchburgu, we wschodniej części Stanów Zjednoczonych, w stanie Wirginia. Jest to jeden z największych chrześcijańskich uniwersytetów na świecie i największy prywatny uniwersytet non-profit w Stanach Zjednoczonych. W 2020 roku liczba studentów studiów licencjackich na kampusie w środkowej Wirginii wynosiła 15 tysięcy, ale łącznie ze studentami online ich liczba zbliżała się do 100 tysięcy. 
Liberty University prowadzi programy studiów stowarzyszonych, licencjackich, magisterskich i doktoranckich, w tym oferuje 17 kolegiów (np. szkołę prawniczą, medyczną i teologiczną). Szkoła została założona w 1971 roku przez teleewangelistę południowych baptystów – Jerry'ego Falwella. 
Studia na uniwersytecie mają konserwatywną orientację chrześcijańską, a studenci Liberty University muszą podpisać tzw. kodeks honorowy, który opisuje akceptowalne i zabronione zachowania. Liberty University nie uznaje m.in. związków osób tej samej płci, picia alkoholu i uprawiania seksu przedmałżeńskiego.
Ważnym regularnym wydarzeniem dla studentów jest duże cotygodniowe nabożeństwo o nazwie Campus Community. Liberty Flames wystawia 20 drużyn NCAA Division I i rywalizuje w Big South Conference. Popularne zjazdy mówców przyciągają co roku do kampusu znanych dziennikarzy, polityków, sportowców i innych ważnych osobistości. Uczelnia znana jest z nauczania kreacjonizmu młodej Ziemi.